# 2-й армейский корпус Армии Германии (Первая империя)
Резервный корпус Великой армии (фр. corps de la réserve de lа Grande Armée) — образован Наполеоном 5 мая 1807 года. Командиром корпуса был назначен маршал Жан Ланн, прибывший из Франции после лечения.
После заключения Тильзитского мира корпус дислоцировался в Данциге. 15 октября 1808 года была расформирована Великая Армия.
1 апреля 1809 года получил название 2-й армейский корпус Армии Германии (фр. 2e corps d'armée de l'Armée d'Allemagne) для ведения боевых действий против Австрийском империи.
Расформирован 2 марта 1810 года при реорганизации французских войск на территории Германии.

## Командование корпуса

### Командующие корпусом
- маршал Жан Ланн (5 мая 1807 – 12 июля 1807)
- дивизионный генерал Николя Удино (12 июля 1807 – 30 марта 1809)
- маршал Жан Ланн (30 марта 1809 – 22 мая 1809)
- дивизионный генерал (с 12 июля 1809 – маршал) Николя Удино (23 мая 1809 – 2 марта 1810)

### Заместитель командующего корпусом
- дивизионный генерал Николя Удино (30 марта 1809 – 23 мая 1809)

### Начальники штаба корпуса
- дивизионный генерал Жан-Батист Друэ д’Эрлон (29 мая 1807 – 22 октября 1807)
- бригадный генерал Жак Пюто (22 октября 1807 – 25 июня 1808)
- дивизионный генерал Жан-Батист Сервони (12 апреля 1809 – 22 апреля 1809)
- бригадный генерал Николя Готье (23 апреля 1809 – 14 июля 1809)
- бригадный генерал Гийом Латрий де Лорансе (15 июля 1809 – 10 августа 1809)
- дивизионный генерал Максимильен Ламарк (10 августа 1809 – 24 августа 1809)
- бригадный генерал Гийом Латрий де Лорансе (24 августа 1809 – 14 января 1810)
- должность вакантна (15 января 1810 – 2 марта 1810)

### Командующие артиллерией корпуса
- полковник (с 21 июня 1807 – бригадный генерал) Александр Навле (5 мая 1807 – 1 декабря 1809)

## Состав корпуса
На 1 июня 1807 года:
- 1-я пехотная (сводная) дивизия (дивизионный генерал Николя Удино)
- 2-я пехотная дивизия (дивизионный генерал Жан-Антуан Вердье)

На 5 июля 1809 года:
- 1-я пехотная дивизия (дивизионный генерал Жан Тарро)
- 2-я пехотная дивизия (дивизионный генерал Жорж Фрер)
- 3-я пехотная дивизия (дивизионный генерал Шарль Гранжан)
- бригада лёгкой кавалерии (бригадный генерал Эдуар де Кольбер)
- португальский легион (бригадный генерал Каркоме Лого)
  - португальская пехота (3 батальона)
  - португальская кавалерия (2 эскадрона)